# Ciro Verratti
Ciro Verratti (Archi, 17 de agosto de 1907-Milán, 6 de julio de 1971) fue un deportista italiano que compitió en esgrima, especialista en la modalidad de florete.
Participó en los Juegos Olímpicos de Berlín 1936, obteniendo una medalla de oro en la prueba por equipos. Ganó dos medallas de oro en el Campeonato Mundial de Esgrima, en los años 1929 y 1935.

## Palmarés internacional
| Juegos Olímpicos   | Juegos Olímpicos  | Juegos Olímpicos | Juegos Olímpicos    |
| Año                | Lugar             | Medalla          | Prueba              |
| ------------------ | ----------------- | ---------------- | ------------------- |
| 1936               | Berlín (Alemania) | Medalla de oro   | Florete por equipos |
| Campeonato Mundial |                   |                  |                     |
| Año                | Lugar             | Medalla          | Prueba              |
| 1929               | Nápoles (Italia)  | Medalla de oro   | Florete por equipos |
| 1935               | Lausana (Suiza)   | Medalla de oro   | Florete por equipos |